# Пробирный анализ

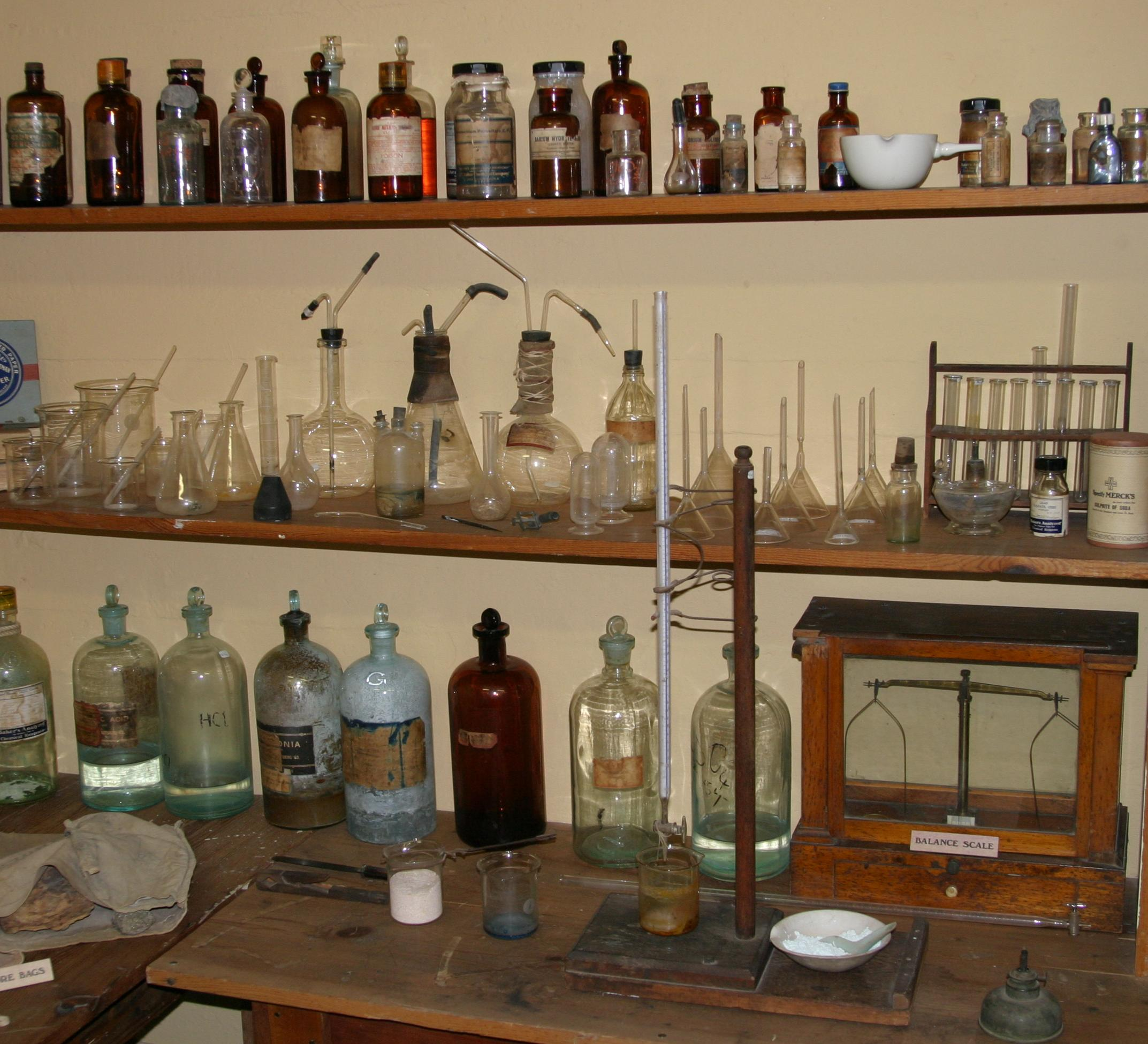
Лаборатория пробирного анализа.

Пробирный анализ (также пробирное искусство) — методы определения благородных металлов (золота, серебра, платины и др.) в рудах, продуктах их переработки, лигатурных сплавах, слитках, готовых изделиях, с использованием химико- и пирометаллургических процессов, таких как выплавление, купелирование и ряд других традиционных способов; изначально одним из основных — было сопоставление нанесённой «пробирной иглой» (эталон из благородного металла) сравнительной черты со следом тестируемого материала на так называемом лидийском камне — пробирный или пробный камень (отсюда и термин, и, получившее большое распространение в разговорной речи, использование его, этого термина, в переносном смысле; как и слово «пробирка», имеющее большее распространение в научной практике, и не меньшее — в быту и повседневной речи); — с применением других аналитических методов, в том числе — спектроскопических: масс-спектрометрия, ЯМР-спектроскопия, а также многих других — вплоть до самых современных. Пробирный анализ имеет первостепенное значение во многих областях и разделах науки и промышленности — от геологии, металлургии до высоких технологий.

## История
Существует предание, по которому первым пробирером, то есть тем, кто дал прообраз настоящей методики и технологии, был Аристотель. Как бы то ни было, практика эта существует с глубокой древности, и родилась она, надо полагать, немногим позже возникновения опыта включения с разными целями иных компонент, менее ценных элементов, в состав благородных металлов, — для придания ли последним изначально отсутствующих качеств, например, большей прочности, устойчивости к механическим воздействиям, долговечности, — изменения ли цветности сплава, в том числе при решении декоративных задач; в коммерческих ли интересах, в первую очередь — для уменьшения пропорции более дорогостоящей составляющей, когда при увеличении объёма сплава или изделия, это нечувствительно сказывается на его общей массе или выражается очень незначительными изменениями в этом параметре, что возможно констатировать только при использовании точных аналитических инструментов и приёмов. Именно потребность в унификации методики, гарантирующей выявление, а в дальнейшем — фиксацию таких включений клеймлением — пробой, и явились основной причиной возникновение пробирной практики, и учреждения институции пробиреров.

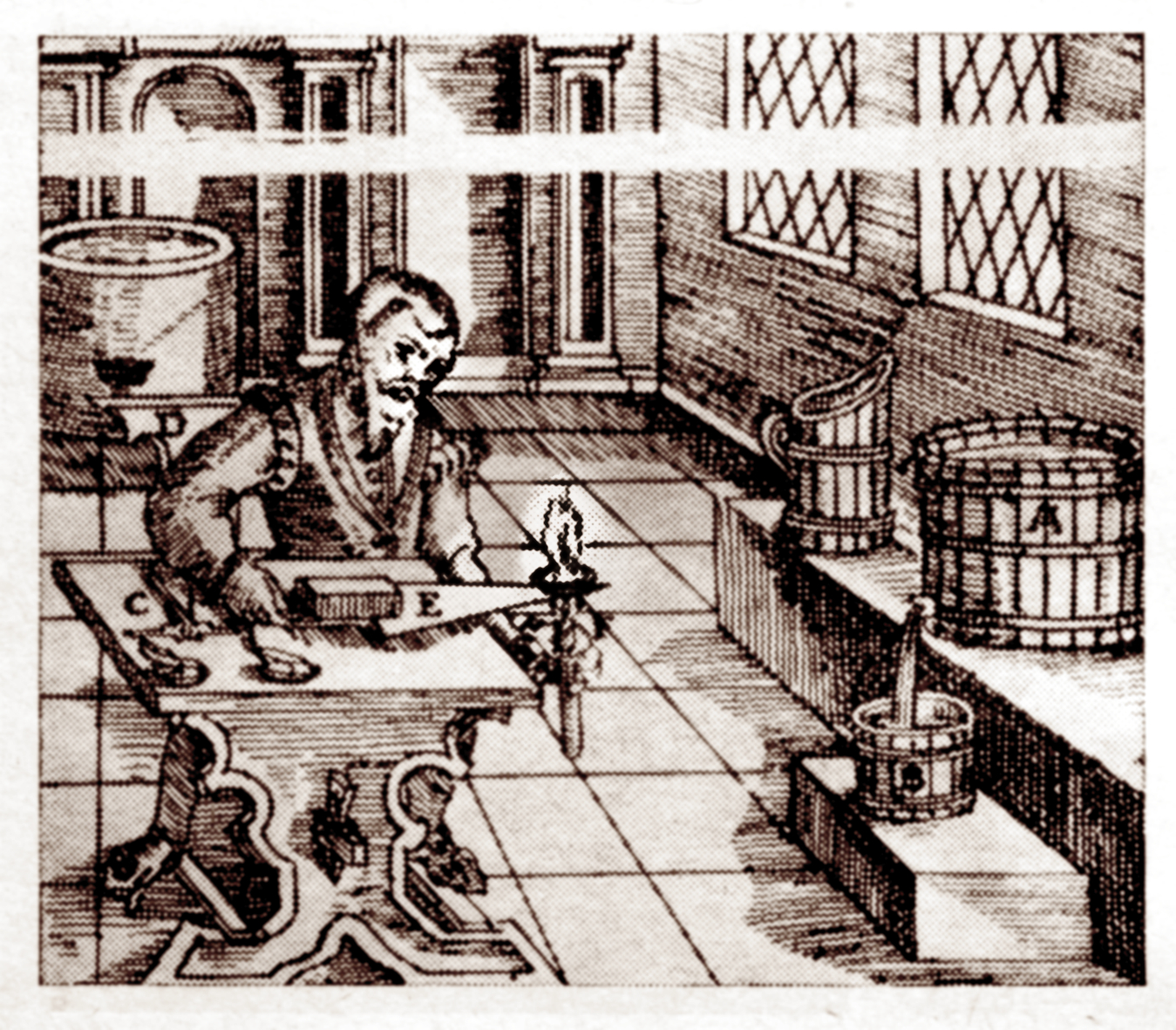
Пробирер—аналитик—практик. XVI—XVII в.

Некогда вся химическая наука, именовавшаяся и считавшаяся искусством, помимо таких же первоначально эмпирических методов — крашения, прикладной фармации, и ряда эмпирических же технологий, прежде всего — стеклоделия, металлургии, сводилась к пробирному делу, пробирному искусству. Это позволяет сделать вывод, что практически все известные истории с древнейших времён химики по определению, вплоть до значительных преобразований в этой дисциплине, в первую очередь — теоретических, пришедшихся на XVIII век, занимались пробирным делом. По сути само понятие химия ассоциировалось, в первую очередь, с такого рода деятельностью. Начиная с первых алхимических исследований, которые значительной своей частью посвящены были изучению металлов и возможности получения их методами «трансмутации», основное применение своим знаниям находили именно в металлургических процессах, в дававших средства к существованию технологиях, способствовавших как созданию названных сплавов, так и выявлению меры присутствия в них различных цветных металлов.
На протяжении многих веков пробирная практика претерпевала мало изменений. В арсенале аналитика присутствовал традиционный набор инструментов и реактивов. Литература, которой руководствовался пробирер, также не даёт значительных специальных антологий; но, следует отметить: практически во всех сочинениях, так или иначе имевших отношение к металлургическим процессам и горному делу, начиная с древнейших трудов, этих вопросов касавшихся (если, конечно, они не представляли собой произведения исключительно метафизической натурфилософской принадлежности), в той или иной форме методика аналитических приёмов, реактивы и инструментарий затрагивались. В то же время, с появлением ряда новых веществ (например, тех же кислот), возможности пробирного анализа начинают расширяться; как и совершенствование гравиметрической техники давало средства более корректной характеристики масс.
В доалхимический период египтянам были известны металлургические процессы, сплавы для изготовления монет и ювелирных изделий, державшиеся в секрете. Вплоть до распространения христианства ни Греция, ни Рим не проводили собственных алхимических исследований, ограничиваясь практикой, обусловленной египетским опытом. Греция передала свои технические знания Александрийской академии. Развитие исследований с приходом христианства было первоначально замедлено отрицательным отношением церкви к алхимической практике, но в дальнейшем экзегеза Священного Писания нашла определённое подтверждение тому, что алхимией занималась не только Мириам, но и апостол Иоанн, а также и другие библейские персонажи.
Ещё греко-египетской алхимии были известны операции ксантосис (греч. ξανθός — золотистый, золотисто-жёлтый) и лейкосис (греч. λευκός — белый) — золочение и беление (серебрение). Также была известна технология, в соответствии с которой включение в расплавленную медь различных минералов (арсенолита, реальгара, аурипигмента) даёт белые и жёлтые сплавы, подобные серебру и золоту. Сохранились предания (в сочинениях первых веков нашей эры и, в первую очередь — в Лейденском папирусе) о процессах удвоения и утроения благородных металлов. Названные и подобные им технологии получили определённое распространение, что способствовало использованию их в мошеннических целях.. Благонравные учёные и ремесленники во все времена изыскивали средства противодействия такого рода манипуляциям — по мере расширения представлений о химических процессах в различных ремёслах, совершенствовались процессы очистки золота купеляцией (нагревание золотоносной руды со свинцом и селитрой), получает распространение позолотное амальгирование Процесс сплавления серебряной руды со свинцом описан не только Плинием Старшим, но о нём свидетельствуют ещё ранние александрийские авторы. Опыт испытания металлов и минералов, методы дифференциации чистого золота и его сплавов с другими металлами, — выявления фальшивых соединений, — всё это известно было ещё в античности, как и применение римлянами пробирного камня для классификации различных золотосодержащих сплавов. В области металлургии арабская алхимия, с завоеванием Египта приобщившаяся к успехам своей предшественницы, не сделала значительных открытий, а в отношении теории — восприняла и не смогла преодолеть греко-египетских представлений, в соответствии с которыми, например, металлы состоят из ртути и серы…

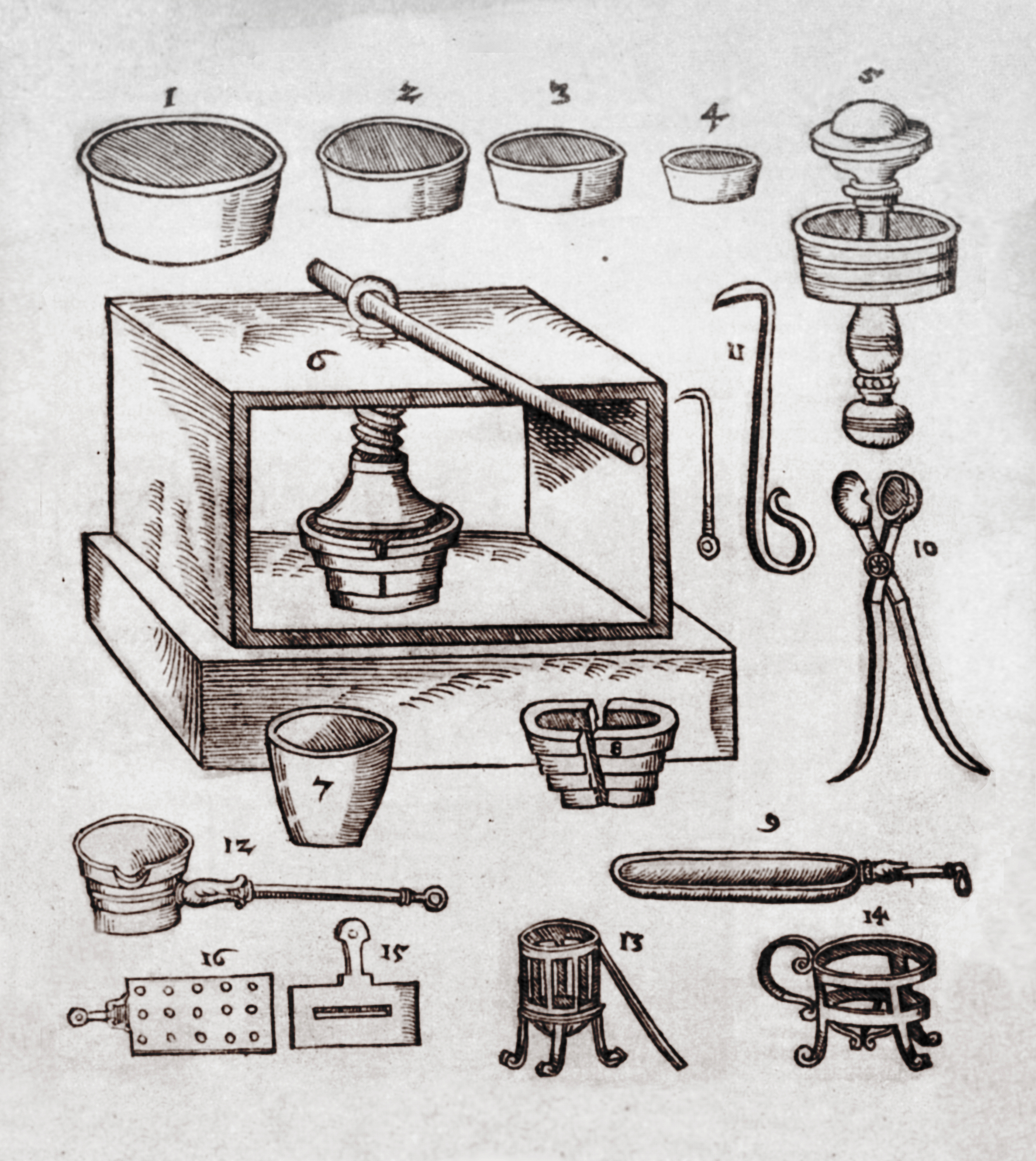
Оборудование для пробирного анализа. Рисунки из «Алхимии» А. Либавия. Франкфурт. 1606

До средневековья пробирное дело не претерпело существенных изменений. Единственную возможность развития экспериментального метода, стоявшую за оставленным после тщетных попыток гипотетическим поиском основных компонентов металлов, алхимия не использовала — впереди было несколько веков до той эпохи, когда химия, действительно, стала наукой. Тем не менее, западная алхимия расширила представления о многих химических соединениях, реагирующих с металлами, или ответственных за протекание реакций, реактивные их способности. Чрезвычайно важны методы получения минеральных кислот, упоминание которых есть у Гебера. Серная кислота известна после XI века, она упоминается Альбертом Великим. Также рано стали известны алхимикам хлористоводородная и азотная кислоты. В латинских текстах, приписываемых Геберу изложен способ получения царской водки, но Бонавентура уже в 1270 году указывает на применяемую им собственную методу. Исследователи обнаружили важнейшее свойство царской водки воздействовать на золото, считавшегося до некоторых пор неподверженным изменению. Боннавентура установил, что «крепкая водка» (азотная кислота) растворяет серебро, отделяя его от золота; используя царскую водку, он установил её способность растворять золото (1270).
Приход ятрохимии (XVI век), оперирующей точными пропорциями и дозировками, предъявляющей достаточно строгие требования к детерминации и номинации используемых веществ — эти особенности основанной Парацельсом дисциплины закономерно сказались на развитии технической химии: изучение минеральных кислот, их воздействия на самые разнообразные вещества, упорядочение технологий и лабораторной практики, классификация реактивов и оборудования. На смену метафорическому языку алхимии, доступному избранным начинает приходить научный тезаурус. Появляются труды, не только имеющие свойства формальных пособий, но и обладающие качествами источников, содержащих систематизированные на уровне опыта того времени научно обоснованные знания. В 1540 году Ванноччо Бирингуччо издаёт в Венеции труд «Пиротехния», состоящий из десяти книг, в числе которых части, посвящённые рудничному делу, испытанию минералов, приготовлению металлов и металлических сплавов, их плавлению, пробирному искусству; он описывает способы очистки серебра методом купелирования. Это произведение В. Бирингуччо выдержало несколько переизданий. Георгий Агрикола, исследователь большой сферы интересов и приложений, сформулировал принципы минералогии и металлургии, которые имели применение до XVIII века; его важнейшие сочинения: «О горном деле и металлургии, 12 книг» (1530—1546), «О природе ископаемых, 10 книг», «О возникновении подземных тел и его причинах, 5 книг». В 1555 году Г. Агриколой было издано обширное руководства по пробирному делу. В числе других авторов следует назвать историка и филолога Андреуса Либавия, последователя Парацельса. Исследования А. Либавия способствовали не только развитию металлургии, изучению свойств серной кислоты, солей аммония, свинца и других веществ; они выразились рядом открытий (хлорное олово, янтарная кислота). Он одним из первых проявил большой интерес к формированию новой химической терминологии, номенклатуры, рациональной организации химической лаборатории, В его «Алхимии» последовательно изложены принципы пробирного анализа, применяемые инструменты, реактивы и приёмы.